# Landal Noir
Landal Noir (oder auch kurz Landal) ist eine Anfang des 20. Jahrhunderts durch den französischen Züchter Pierre Landot (1900–1942) gezüchtete Rotweinsorte. Sie ist eine Kreuzung zwischen Seibel 5455 und Seibel 8216. Zwischen 1929 und Anfang der 1940er Jahre züchtete Landot in Conzieu im Département Département Ain eine Vielzahl interspezifischer Rebsorten im Kampf gegen die Reblaus. Es handelt sich dabei um eine überaus komplexe Züchtung, in der Gene der Wildreben Vitis labrusca, Vitis riparia, Vitis rupestris, Vitis aestivalis, Vitis cinerea, Vitis berlandieri und Vitis vinifera vorhanden sind. Die Rotweine der Sorte sind recht kräftig aber aufgrund des Einflusses amerikanischer Wildreben etwas unangenehm im Geschmack (→ Fox-Ton).
Aufgrund der frühen Reife findet man die Rebsorte in Anbaugebieten mit kühlem Klima. Ihr Anbau ist daher in Frankreich auf Teile im Tal der Loire und im Savoie beschränkt.  In einigen Anbaugebieten der Vereinigten Staaten wird sie gleichfalls angebaut und in Neuseeland ist sie ebenfalls zu finden. Kleinste Bestände sind in der Schweiz bekannt (0,07 Hektar, Stand 2009, Quelle: Office fédéral de l'agriculture OFAG).
Pierre Landot nutzte die Sorte zur Kreuzung der roten Sorte Landot Noir.
Synonym: Zuchtstammnummer 244 Landot. 
Abstammung: Plantet (vulgo Seibel 5455) x Seibel 8216. Seibel 8216 ist ihrerseits eine Kreuzung der Sorten Seibel 5410 x Seibel 5001.

## Ampelographische Sortenmerkmale
In der Ampelographie wird der Habitus folgendermaßen beschrieben:
- Die Triebspitze ist offen. Sie ist spinnwebig behaart. Die bronzefarbenen Jungblätter sind unbehaart.
- Die Blätter sind fünflappig und tief gebuchtet. Die Stielbucht ist V-förmig offen. Das Blatt ist spitz gesägt. Die Zähne sind im Vergleich der Rebsorten sehr eng gesetzt.
- Die walzenförmige Traube ist mittelgroß und lockerbeerig. Die leicht länglichen Beeren  sind klein und von schwarzblauer Farbe.

Die mittelspät austreibende Rebsorte reift ca. 5 – 6 Tage nach dem Gutedel und ist somit innerhalb der roten Rebsorten früh reifend, so dass sie in kühlen Lagen ausreifen kann. Die Sorte ist empfindlich gegen den Falschen Mehltau sowie den Echten Mehltau, so dass die Reben mindestens ein bis zweimal jährlich behandelt werden müssen.
Siehe auch die Artikel Weinbau in Frankreich, Weinbau in Neuseeland, Weinbau in der Schweiz und Weinbau in den Vereinigten Staaten sowie die Liste von Rebsorten.